# Duke University Press
Duke University Press est une maison d'édition universitaire de livres et de revues scientifiques et une filiale de l'université Duke. Cet éditeur publie annuellement environ 120 livres et plus de 40 journaux, et offre cinq collections électroniques. Il publie principalement dans les humanités et les sciences sociales, mais est renommé pour ses revues de mathématiques.
La maison d'édition est fondée en 1921 sous le nom de Trinity College Press, avec William T. Laprade pour premier directeur. Le nom a été modifié en 1926 par William K. Boyd, qui lui a succédé à la fonction de directeur, et prend l'intitulé actuel de Duke University Press. Les éditions publient notamment la revue littéraire American Literature.